# Хокинс, Джек
Джон Эдвард «Джек» Хокинс (англ. John Edward «Jack» Hawkins; 14 сентября 1910, Лондон — 18 июля 1973, там же) — британский актёр театра и кино, ветеран Второй мировой войны, номинант на премии BAFTA и «Эмми», чья карьера длилась более 40 лет.
«Я играл любой тип офицеров, кроме Ренов» — однажды сказал Хокинс. Некоторые подозревали, что даже в роли Рен он проделает свою обычную компетентную работу. Такой же британец, как и ростбиф, c мягкими, выразительными глазами и сочным, звучащим голосом, 40-летний Хокинс, появившись в военной драме «Ангелы один-пять» сразу же стал звездой на родине.
Наиболее запоминающимися персонажами актёра стали крупные должностные лица, в том числе майор Уорден в «Мосте через реку Квай», генерал Алленби в «Лоуренсе Аравийском» и генерал Пиктон в «Ватерлоо». В реальной жизни Хокинс сам прошёл всю Вторую мировую войну и дослужился до звания полковника. В 1973 году Джек Хокинс скончался в Лондоне от рака пищевода.

## Биография

### Юность и первые роли
Джон Эдвард Хокинс родился 14 сентября 1910 года в Лондоне, в семье архитектора Томаса Джорджа Хокинса и его жены Фёб Хокинс. С первых лет жизни Хокинс казался рождённым для сцены. Его родители подали документы в школу, когда Джеку исполнилось всего пять лет. Спустя четыре года мальчик уже пел в местном хоре. Дебют Хокинса на театральной сцене состоялся в двенадцать лет, когда он исполнил роль Элфа Кинга в постановке по пьесе «Там, где кончается радуга».
В 1925 году влиятельный друг семьи Хокинс помог Джеку поступить в престижную театральную школу Julia Conti School of Drama. Незадолго после этого актёр дебютировал на Бродвее, в спектакле «Конец путешествия».

Джек Хокинс, 1930-е годы

Вскоре он вернулся в родной Лондон, где в 1932 году женился на актрисе Джессике Тэнди. Тогда же он начал активно сниматься в немом кино, его первой неэпизодической ролью стала роль Джо Мартина в британском ремейке хичкоковского «Жильца». В следующие девять лет он снялся в дюжине фильмов, включая «Выстрел в темноте», «Осенний крокус», «Пег из старого Друри» и «Убийство будет раскрыто».

### Вторая мировая война
С началом Второй мировой войны в сентябре 1939 года и последующей Дюнкеркской операции, Хокинс вступил в ряды Королевских уэльских фузилёров. Пройдя базовую подготовку в городе Рексем, он, вместе со своим отрядом, был отправлен в Офицерский тренировочный корпус, что в общине Пуллхели. После того, как ему было присвоено звание «второй лейтенант», Хокинс был вынужден ненадолго покинуть поле боя, чтобы сыграть в пропагандистском военном фильме «Следующий из Кинов» (1942).
Вернувшись к выполнению своего долга, Хокинс обосновался в 1-м батальоне Королевских уэльских фузилёров, штаб-квартира которых располагалась близ железнодорожной станции Челтнем Рэйскурс. Подразделение было отправлено в Индию, где второй лейтенант Хокинс был назначен строевым офицером взвода Bren gun. Его отряд проследовал за Четырнадцатой британской армией в Бирму, где Хокинс участвовал в крупном сражении, после окончания которого получил повышение в звании до капитана. В перерывах между битвами Хокинс принимал участие в организации ENSA, служившей для развлечения и поднятия духа британских солдат. За заслуги в ENSA Хокинс был удостоен звания «майор».
Уже в конце военных действий Хокинс был ответственен за развлечение всех британских сил в Индии. Тогда же он встретил свою будущую жену, актрису Дорин Лоуренс. В последние дни войны ему было присвоено звание полковника.

### Послевоенная жизнь
По совету своего старого друга, режиссёра Александра Корда, Хокинс вернулся в кинематограф. Фильмом, прославившим его на всю Великобританию, стала военная драма «Ангелы один-пять». Во всём мире же Хокинса узнали после перевоплощения в коммандера Джорджа Эриксона в именитой ленте Чарльза Френда «Жестокое море». В ней он не только совершил актёрский прорыв, но и перенял всю храбрость от тех морских офицеров, с которыми познакомился на войне. Эта актёрская работа принесла ему вторую номинацию на британскую премию BAFTA (до этого, годом ранее, он уже выдвигался за фильм «Мэнди»).

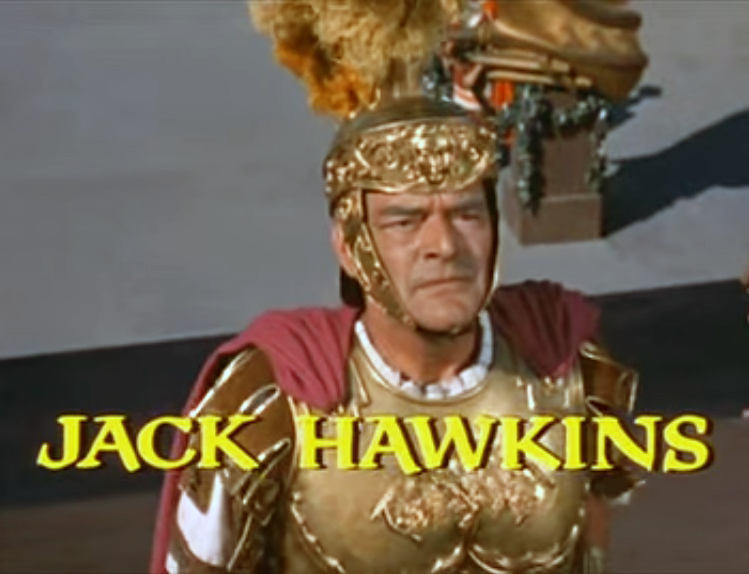
Джек Хокинс в фильме «Бен-Гур»

Одним из ключевых эпизодов в биографии Джека Хокинса является эпическая военная лента Дэвида Лина «Мост через реку Квай», сорвавшая большой куш на «Оскаре» (7 статуэток, включая за лучший фильм года). Хокинс исполнил роль упрямого и бесстрашного майора Уордена. Его коллегами по съёмочной площадке были Уильям Холден и Алек Гиннесс, получивший премию киноакадемии за роль в этом фильме. С Гиннессом Хокинс уже снимался в картине «Узник».
В 1958 году, за заслуги перед Великобританией, Джеку Хокинсу был пожалован орден Британской империи, который ему лично вручила королева Елизавета II. 1950-е годы Хокинс блистательно окончил яркой ролью римского сенатора Квинта Аррия в «оскароносном» пеплуме Уильяма Уайлера «Бен-Гур». Одним из лучших персонажей актёра стал подполковник Хайд в криминальной комедии «Лига джентльменов». Весь мужской актёрский состав фильма, включая самого Хокинса, был удостоен приза за лучшую мужскую роль на кинофестивале в Сан-Себастьяне.
1962 год принёс актёру роль генерала Алленби в знаменитом байопике «Лоуренс Аравийский», где он снова воссоединился с Алеком Гиннессом.

### Последние годы и смерть
Перевоплощение в охотника Гарри Стэнтона в приключенческой картине «Ярость» (1963) киноаналитики называли чуть ли не самым слабым за всю карьеру актёра. Тогда же у Хокинса, заядлого курильщика, не обходящегося без трёх пачек сигарет в день, был диагностирован рак пищевода. Он прибёг к кобальтовой терапии, однако и она не помогла. Вся гортань актёра была хирургически удалена, вместо неё ему вставили электрогортань. Невзирая на то, что он почти не мог говорить, Хокинс продолжал сниматься в кино, но его речь дублировали другие актёры, в основном, Роберт Рьетти или Чарльз Грей.
18 июля 1973 года, в одном из госпиталей Лондона, через три месяца после провалившейся операции по пересадке ему искусственной голосовой коробки (англ. artificial voice box), Джек Хокинс скончался. Его последней ролью стала роль Джастиса Гилроя в мини-сериале QB VII, за исполнение которой он был посмертно номинирован на премию «Эмми». Автобиография Хокинса под названием «Что угодно для тихой жизни» была опубликована вскоре после его смерти. Его прах хранится в крематории Голдерс-Грин.

## Личная жизнь
Джек Хокинс был дважды женат:
- на актрисе Джессике Тэнди (1932—1940; есть дочь Сюзан)
- на актрисе Дорин Лоуренс (1946—1973; есть дочь Кэролайн и сыновья Ник и Эндрю)

## Фильмография
| Год  |    | Русское название                  | Оригинальное название        | Роль                        |
| ---- | -- | --------------------------------- | ---------------------------- | --------------------------- |
| 1930 | ф  | Хищные птицы                      | Birds of Prey                | Альфред                     |
| 1932 | ф  | Жилец                             | The Lodger                   | Джо Мартин                  |
| 1933 | ф  | Хорошие компаньоны                | The Good Companions          | Альберт                     |
| 1933 | ф  | Потерянный аккорд                 | The Lost Chord               | сержант Джим Селби          |
| 1933 | ф  | Я жил с тобой                     | I Lived With You             | Морт                        |
| 1933 | ф  | Драгоценность                     | The Jewel                    | Питер Робертс               |
| 1933 | ф  | Выстрел в темноте                 | A Shot in the Dark           | Норман Паулль               |
| 1934 | ф  | Осенний крокус                    | Autumn Crocus                | Аларик                      |
| 1934 | ф  | Смерть в радиовещательной комнате | Death at Broadcasting House  | Герберт Эванс               |
| 1935 | ф  | Пег из старого Друри              | Peg of Old Drury             | Майкл О'Тафф                |
| 1937 | ф  | Красота и баржа                   | Beauty and the Barge         | лейтенант Сетон Бойн        |
| 1937 | ф  | Лягушка                           | The Frog                     | капитан Гордон              |
| 1938 | ф  | Кто пойдёт следующим?             | Who Goes Next?               | капитан Бек                 |
| 1938 | ф  | Королевский развод                | A Royal Divorce              | капитан Чарльз              |
| 1940 | ф  | Шила в мешке не утаишь            | Murder Will Out              | Стэмп                       |
| 1940 | ф  | Летучий отряд                     | The Flying Squad             | Марк Макгилл                |
| 1942 | ф  | Следующий из Кинов                | The Next of Kin              | майор                       |
| 1948 | ф  | Поверженный идол                  | The Fallen Idol              | детектив Эймс               |
| 1948 | ф  | Бонни Принц Чарли                 | Bonnie Prince Charlie        | лорд Джордж Мюррей          |
| 1949 | ф  | Маленькая задняя комната          | The Small Back Room          | Р. Б. Уоринг                |
| 1950 | ф  | Государственный секрет            | State Secret                 | полковник Гэлкон            |
| 1950 | ф  | Чёрная роза                       | The Black Rose               | Тристрам Гриффин            |
| 1950 | ф  | Неуловимый первоцвет              | The Elusive Pimpernel        | Георг IV                    |
| 1951 | ф  | Авантюристы                       | The Adventurers              | Петер Брандт                |
| 1951 | ф  | Никакого шоссе в небесах          | No Highway in the Sky        | Деннис Скотт                |
| 1952 | ф  | Дома в семь                       | Home at Seven                | доктор Спарлинг             |
| 1952 | ф  | Ангелы один-пять                  | Angels One Five              | капитан «Тигр» Смолл        |
| 1952 | ф  | Мэнди                             | Mandy                        | Дик Сирл                    |
| 1952 | ф  | Жена плантатора                   | The Planter's Wife           | Джим Фрэйзер                |
| 1953 | ф  | Жестокое море                     | The Cruel Sea                | коммандер Джордж Эриксон    |
| 1953 | ф  | Мальтийская история               | Malta Story                  | коммодор авиации Фрэнк      |
| 1953 | ф  | Дважды по времени                 | Twice Upon a Time            | доктор Мэтьюс               |
| 1953 | ф  | Нарушитель                        | The Intruder                 | Вульф Мертон                |
| 1954 | ф  | История первой полосы             | Front Page Story             | Грант                       |
| 1954 | ф  | Искатели                          | The Seekers                  | Филлип Уэйн                 |
| 1955 | ф  | Узник                             | The Prisoner                 | следователь                 |
| 1955 | ф  | Земля Фараонов                    | Land of the Pharaohs         | фараон Хуфу                 |
| 1955 | ф  | Хватай и беги                     | Touch and Go                 | Джим Флетчер                |
| 1956 | ф  | Длинная рука                      | The Long Arm                 | суперинтендант Том Холлидей |
| 1957 | ф  | Человек в небесах                 | Man in the Sky               | Джон Митчелл                |
| 1957 | ф  | Фортуна — это женщина             | Fortune is a Woman           | Оливер Брануэлл             |
| 1957 | ф  | Мост через реку Квай              | The Bridge on the River Kwai | майор Уорден                |
| 1958 | ф  | День Гидеона                      | Gideon's Day                 | инспектор Джордж Гидеон     |
| 1958 | ф  | Двухголовый шпион                 | The Two-Headed Spy           | генерал Алекс Скоттланд     |
| 1959 | ф  | Бен-Гур                           | Ben-Hur                      | Квинт Аррий                 |
| 1960 | ф  | Лига джентльменов                 | The League of Gentlemen      | подполковник Хайд           |
| 1961 | ф  | Ла Файетт                         | La Fayette                   | генерал Корнуоллис          |
| 1961 | ф  | Две любви                         | Two Loves                    | Аберкромби                  |
| 1962 | ф  | Упражнение с пятью пальцами       | Five Finger Exercise         | Стэнли Харрингтон           |
| 1962 | ф  | Лоуренс Аравийский                | Lawrence of Arabia           | генерал Эдмунд Алленби      |
| 1963 | тф | Похоронить Цезаря                 | To Bury Caesar               | Адам Хилдерсон              |
| 1963 | ф  | Ярость                            | Rampage                      | Отто Эббот                  |
| 1964 | ф  | Зулусы                            | Zulu                         | преподобный Отто Уитт       |
| 1964 | ф  | Третий секрет                     | The Third Secret             | сэр Фредерик Беллайн        |
| 1964 | ф  | Пушки при Батаси                  | Guns at Batasi               | полковник Дил               |
| 1965 | ф  | Лорд Джим                         | Lord Jim                     | Марлоу                      |
| 1965 | ф  | Маскарад                          | Masquerade                   | полковник Дрексель          |
| 1966 | ф  | Джудит                            | Judith                       | майор Лоутон                |
| 1966 | тф | Поппи также цветок                | The Poppy Is Also a Flower   | генерал Бахар               |
| 1968 | ф  | Шалако                            | Shalako                      | сэр Чарльз Даггетт          |
| 1968 | ф  | Екатерина Великая                 | британский посол             |                             |
| 1969 | ф  | О, что за чудесная война          | Oh! What a Lovely War        | император Франц Иосиф I     |
| 1969 | ф  | Бросок в Монте-Карло              | Monte Carlo or Bust          | граф Левинович              |
| 1970 | ф  | Приключения Джерарда              | The Adventures of Gerard     | Милльфлё                    |
| 1970 | ф  | Лола                              | Lola                         | судья Миллингтон-Драпер     |
| 1970 | ф  | Ватерлоо                          | Waterloo                     | генерал Томас Пиктон        |
| 1970 | тф | Джейн Эйр                         | Jane Eyre                    | мистер Броклхёрст           |
| 1971 | ф  | Когда пробьёт восемь склянок      | When Eight Bells Toll        | Скурас                      |
| 1971 | ф  | Николай и Александра              | Nicholas and Alexandra       | граф Владимир Фредерикс     |
| 1971 | ф  | Похищённый                        | Kidnapped                    | капитан Хосизон             |
| 1972 | ф  | Последний лев                     | The Last Lion                | Рик Мэннеринг               |
| 1972 | ф  | Молодой Уинстон                   | Young Winston                | мистер Уэллдон              |
| 1972 | ф  | Побег к солнцу                    | Escape to the Sun            | Бабурин                     |
| 1973 | ф  | Театр крови                       | Theatre of Blood             | Соломон Псалтери            |
| 1973 | ф  | Возлюбленный                      | The Beloved                  | отец Николас                |
| 1973 | ф  | Рассказы, свидетели безумия       | Tales that Witness Madness   | доктор Николас              |
| 1974 | с  | QB VIII                           | QB VIII                      | Джастис Гилрой              |